# وودنگه
وودنگه (به لاتین: Wodynie) یک روستا در لهستان است که در گمینا وودنگه واقع شده‌است. وودنگه ۶۳۰ نفر جمعیت دارد.